# Fritz Klein (Widerstandskämpfer)
Fritz Klein (* 18. Dezember 1898 in Hilschbach, Riegelsberg; † 22. September 1944 in Bruchsal) war ein deutscher Widerstandskämpfer, der von den Nationalsozialisten hingerichtet wurde.

## Leben
Fritz Klein wuchs in Engelfangen als Sohn einer Bergmannsfamilie auf. Er arbeitete als Hauer und Schlepper in der Grube Viktoria in Püttlingen, bis er 1918 als Soldat an der Westfront im Ersten Weltkrieg dienen musste. Nach dem Krieg engagierte er sich im Bergmannsverband und war ab 1919 SPD-Mitglied. In der Saarabstimmung war er als Vorsitzender des SPD-Ortsverbandes und Vertreter des Sozialistischen Schutzbundes tätig. Nach dem Anschluss des Saarlandes an das Deutsche Reich emigrierte er nach Frankreich. In Forbach gehörte er der SPD-Grenzstelle um Emil Kirschmann, Hanna Kirchner und Richard Kirn an. Er agierte als Kurier, der Propaganda, Geldmittel und Nachrichten über die grüne Grenze nach Deutschland brachte. Im Februar 1937 war er einer von 33 sozialdemokratischen und kommunistischen Politikern und Gewerkschaftern, die an einer Exil-Konferenz angesichts des zweiten Jahrestags der Rückgliederung des Saargebietes teilnahmen. Dort wurde der Widerstand gegen den Nationalsozialismus organisiert und der Aufruf „Saarvolk höre“ verabschiedet, der in das Saargebiet geleitet wurde.
Im September 1939 wurde Klein interniert, meldete sich jedoch freiwillig für das französische Heer. Er wurde jedoch für kriegsdienstuntauglich befunden und arbeitete in verschiedenen Gruben in Südfrankreich. Am 9. Oktober 1943 wurde er von der deutschen Feldgendarmerie in Carmaux aufgegriffen und nach Deutschland gebracht. Vom Volksgerichtshof wurde er am 29. Juni 1944 wegen Hochverrats, landesverräterischer Waffenhilfe und Feindbegünstigung zum Tode verurteilt. Am 22. September 1944 wurde er mit der Guillotine im Strafgefängnis Seilerbahn in Bruchsal hingerichtet.

## Rezeption
Klein wurde im Weißbuch der deutschen Opposition gegen die Hitlerdiktatur der Exil-SPD erwähnt und am 30. Juni 1946 auf dem Ersten Parteitag der Sozialdemokratischen Partei des Saargebietes als „Opfer des Faschismus“ geehrt.